# Eschata gelida
Eschata gelida là một loài bướm đêm trong họ Crambidae.